# Gottfried Schwab

Gottfried Schwab

Gottfried-Schwab-Denkmal in Darmstadt

Gottfried Schwab (* 26. Juni 1851 in Darmstadt; † 2. März 1903 in Neu-Wittelsbach bei München) war ein deutscher Dichter und Schriftsteller des 19. und frühen 20. Jahrhunderts.

## Leben und Werk
Gottfried Schwab war ein Neffe des Kaufmanns Wilhelm Schwab und wurde 1851 im elterlichen Geschäftshaus am Weißen Turm in Darmstadt geboren.
Nach der Schulzeit lebte Schwab vier Jahre lang in der Schweiz.
Sein Interesse galt vor allem dem Künstlertum und der Natur.
Bekannt wurde Schwab besonders durch seine patriotischen Gedichte.
Gottfried Schwab wurde auf dem Alten Friedhof in Darmstadt bestattet (Grabstelle: IV Mauer 116). Das Grab ist ein Ehrengrab.

## Varia
Gottfried Schwabs Freund, der Komponist Arnold Mendelssohn, hat mehrere seiner Gedichte vertont. 

## Werke (Auswahl)
- Tisiphone. Eine Geschichte aus dem Dekumatenlande (Eine Erzählung aus dem Jahre 1888. Eine Kriminalgeschichte aus der Spätzeit der römischen Herrschaft am Mittelrhein.)
- Kunst und Büttel (Eine Komödie, die sich gegen die „Lex Heinze“ aus dem Jahre 1900 mit ihrer strengen Bestrafung von Freizügigkeit in der Kunst richtet.)
- Michel, horch, der Seewind pfeift! (Ein preisgekröntes Flottenlied.)
- Wolkenschatten und Höhenglanz. Vlg. von Lampart & C, Augsburg, 1910

## Ehrungen
Das Gottfried-Schwab-Denkmal auf der Mathildenhöhe in Darmstadt erinnert an Gottfried Schwab.